# Alexanderinstitutet

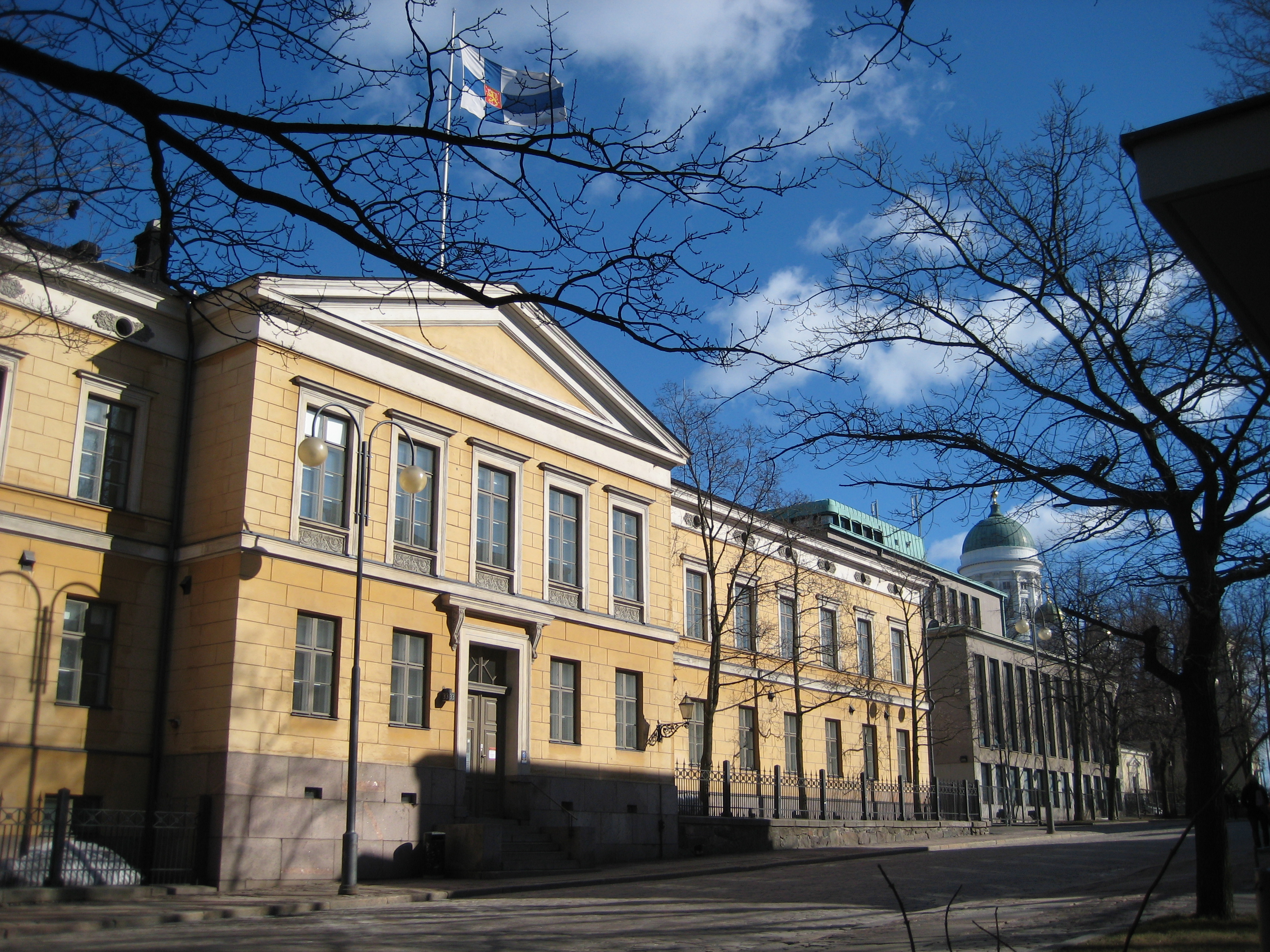
Alexanterinstitutet, Helsingfors universitet.

Alexanderinstitutet är en speciell forskningsavdelning knuten till Helsingfors universitet, som är ett centrum för forskning kring Östeuropa och Ryssland. Alexanderinstitutet grundades 1996 och det har vuxit snabbt till en fungerande gemenskap på cirka 50 forskare, inklusive doktorander i institutets forskarskola som arbetar på sina respektive universitet. Institutet har en styrelse som representerar Helsingfors universitet och andra intressegrupper. Det har också ett internationellt Advisory Board och vägleds också i sina olika verksamheter genom styrelser i masterprogrammet och forskarskolan samt av en redaktion.  År 2008 var Alexanderinstitutets chef sociologiprofessorn Markku Kivinen.
Årligen sedan 2001 arrangerar institutet på hösten en "Aleksanteri Conference" som handlar om Rysslands utveckling.